# Châu Thắng
Châu Thắng là một xã thuộc huyện Quỳ Châu, tỉnh Nghệ An, Việt Nam.
Xã Châu Thắng có diện tích 42,44 km², dân số năm 1999 là 2485 người, mật độ dân số đạt 59 người/km².